# José Montes (militar)
José Montes (1920-1990) fue un militar argentino que alcanzó el grado de general de división.

## Carrera
Antes del golpe de Estado del 24 de marzo de 1976 fue jefe de Logística del Ejército desde septiembre de 1975 hasta marzo de 1976.

### Participación en el Proceso de Reorganización Nacional
Durante el régimen militar autodenominado Proceso de Reorganización Nacional (1976-1983) desempeñó altos cargos. Desde el 19 de marzo de 1976 hasta el 1 de febrero de 1979 fue comandante de Institutos Militares y como tal jefe de la Zona de Defensa IV, donde tuvo bajo su mando diversos centros clandestinos de detención, entre ellos «El Campito».
Montes fue segundo comandante del I Cuerpo de Ejército entre enero y noviembre de 1977. Luego, ocupó el cargo de subjefe del Estado Mayor General del Ejército hasta diciembre de 1978. Desde el 1 de enero de 1980 hasta el 31 de diciembre de ese mismo año fue comandante del I Cuerpo de Ejército; luego pasó a retiro.
En 1981 asumió como embajador de Argentina en Chile.

## Indulto
Fue indultado en 1989 por la eventual comisión de delitos de lesa humanidad; en 2005, cuando el general de división José Montes ya había fallecido, la justicia consideró que el indulto conferido al militar fue inconstitucional.